# Königssteele

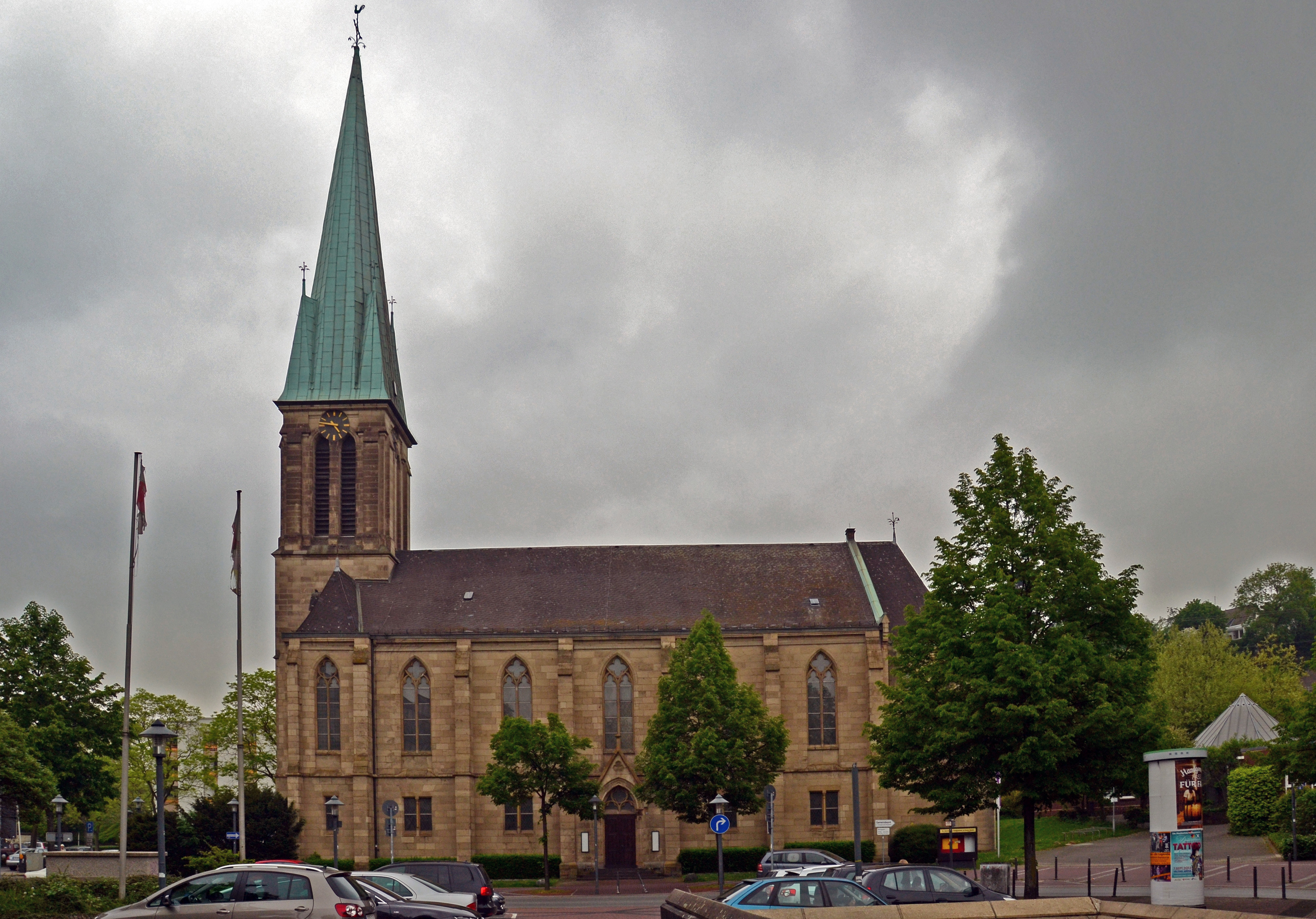
Die Friedenskirche

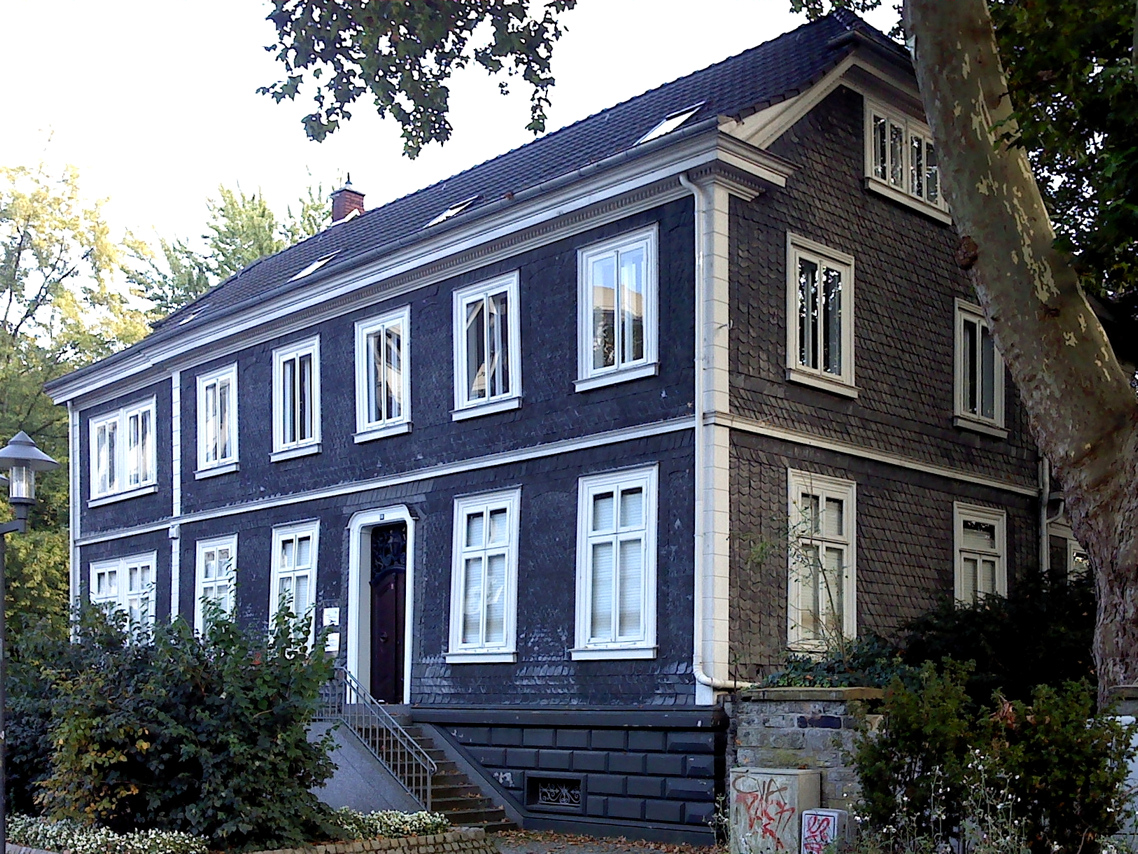
Wohnhaus Wisthoff

Königssteele war bis 1926 eine eigenständige Gemeinde in der preußischen Provinz Westfalen. Ihr Gebiet gehört heute zum größten Teil zur Stadt Essen in Nordrhein-Westfalen. Von 1884 bis 1926 bestand auch das Amt Königssteele.

## Geographie
Die westfälische Gemeinde Königssteele grenzte direkt östlich an die Stadt Steele an, die seit 1815 zur preußischen Rheinprovinz gehörte. Die historische Grenze zwischen Steele und Königssteele verlief von Norden ungefähr entlang der Linie Nottebaumskamp – Kaiser-Wilhelm-Platz – Bochumer Straße – Pläßweidenweg. Bis zum Ende des 19. Jahrhunderts waren Steele und Königssteele übergangslos zusammengewachsen und die Gemeindegrenze führte nunmehr mitten durch den gemeinsamen Ortskern.

## Verwaltungsgeschichte
Die Trennung von Steele und Königssteele geht auf das Jahr 1243 zurück, als das Stift Essen das damals noch Steeler Berg genannte Königssteele sowie Freisenbruch, Horst und Eiberg als Folge der Isenberger Wirren an die Grafschaft Mark abtreten musste. Königssteele gehörte seitdem zum Niederamt Bochum der Grafschaft Mark.
Die Industrialisierung von Königssteele begann im 18. Jahrhundert mit der Errichtung der Glashütte Wisthoff und der Abteufung der Zeche Bongerbank.
Im 19. Jahrhundert bildete Königssteele eine Landgemeinde im Amt Wattenscheid des Kreises Bochum im westfälischen Regierungsbezirk Arnsberg.
1884 bildete Königssteele zusammen mit den Gemeinden Eiberg, Freisenbruch und Horst das neue Amt Königssteele, das 1885 zum neuen Kreis Hattingen kam.
Am 1. April 1919 wurden die vier Gemeinden des Amtes Königssteele zur neuen Großgemeinde Königssteele zusammengeschlossen.
Durch das Gesetz über die Neuregelung der kommunalen Grenzen im rheinisch-westfälischen Industriebezirke wurde der größte Teil von Amt und Gemeinde Königssteele am 1. April 1926 in die Stadt Steele eingemeindet und wechselte damit aus der Provinz Westfalen in die Rheinprovinz. Die östlichen Teile der Altgemeinde Eiberg fielen an Wattenscheid sowie Linden-Dahlhausen und liegen heute in Bochum.
Der Stadtteilname Königssteele wird heute von den meisten Kartenwerken und Stadtplänen nicht mehr verwendet. Es besteht aber noch die Evangelische Kirchengemeinde Königssteele, deren Sprengel über Königssteele hinausreicht und die auch Steele umfasst.

## Einwohnerentwicklung
Gemeinde Königssteele
| Jahr | Einwohner | Quelle |
| ---- | --------- | ------ |
| 1798 | 152       | [ 5 ]  |
| 1859 | 884       | [ 6 ]  |
| 1871 | 2.712     | [ 7 ]  |
| 1885 | 3.420     | [ 8 ]  |
| 1895 | 3.525     | [ 9 ]  |
| 1910 | 4.580     | [ 10 ] |
| 1913 | 4.616     | [ 5 ]  |

Amt Königssteele
| Jahr | Einwohner | Quelle |
| ---- | --------- | ------ |
| 1885 | 10.848    | [ 8 ]  |
| 1895 | 13.737    | [ 9 ]  |
| 1910 | 18.441    | [ 10 ] |
| 1925 | 17.800    | [ 5 ]  |

## Baudenkmäler
Auf ehemals Königssteeler Gebiet stehen die Friedenskirche mitsamt ihrem Pfarrhaus sowie das ehemalige Wohnhaus Wisthoff in der Bochumer Straße 50 unter Denkmalschutz.